# Росинант (вигаданий космічний корабель)
Росинант (Rocinante; Roci) — колишній корабель Військово-космічних сил Марсіанської Конгресової Республіки, який став незалежним легким фрегатом класу «Corvette», здатним здійснювати різноманітні бойові функції. Спочатку судно було введено в експлуатацію як MCRN «Tachi» (ECF 270) і було розміщено на борту флагманського корабля марсіанського флоту «Донаджер». Він був перейменований Голденом після того, як Джеймс і його команда втекли з «Донаджера» на борту корабля, що поклало початок його довгій і яскравій кар'єрі незалежного військового корабля.

## Відомості
Це легкий корабель класу «Корвет» з кількома функціями, такими як торпедоносець і абордажнії дії. Його перейменував Джеймс Голден після того, як він і його команда використали корабель, щоб втекти з «Донаджера».
Конструкція корабля витягнута, багатоповерхова — від приводного конуса та реактора до інженерної палуби, машинного цеху, камбуза та кают екіпажу й медичних відсіків, палуби для зберігання — що містить шлюз для екіпажу, і врешті до командної палуби.. Під час тяги сили перевантаження забезпечують відчуття верху і низу, імітуючи гравітацію. Маючи 46 метрів у довжину, Roci був не розкішним кораблем, але досить зручним для команди. Такі особливості, як вуглецево-силікатне мереживне покриття, забезпечували міцність його захисту.
Звичайний екіпаж складався з понад десятка військовослужбовців та офіцерів, і була можливість також перевозити шість космічних піхотинців — з максимальною місткістю двадцять дві людини на борту. Будучи судном класу «Корвет», корабель міг прийняти тридцять марсіанських офіцерів і екіпаж під час роботи з MCRN. «Росінант» володіє численними передовими марсіанськими системами зброї та обладнанням, зокрема: 6 40-міліметрових оборонних гармат «Nariman Dynamics»; 2 торпедні установки, потужністю 10 торпед.
На службі як незалежний контрактний військовий корабель «Росинант» з часом був оснащений легким кільовим рейкотроном, здатним стріляти 1-кілограмовими вольфрамовими снарядами зразка ООН зі швидкістю приблизно 9980 метрів на секунду. На додаток до корабельних систем озброєння, він несе чотири розвідувальні дрони.
Члени екіпажу:
- Капітан Джеймс «Джим» Голден (1-6 сезони)
- промоутор і головний інженер Наомі Нагата (1-6 сезони)
- Пілот Алекс Камаль (1-5 сезони)
- Механік Амос Бертон (1-6 сезони)
- Помічник механіка Кларисса Мао (6 сезон)
- Навідник і пілот Боббі Дрейпер (6 сезон)

Тимчасові члени команди
- Детектив безпеки «Star Helix» Джозефус Міллер — під час нападу на станцію Тот і інциденту Еросі
- Морський піхотинець МКС Роберта «Боббі» Дрейпер — під час кампанії на Іо, потім після інциденту в Повільній зоні, перш ніж стати частиною основного екіпажу в часі конфлікту Вільного флоту
- Ботанік Праксідеке «Пракс» Менг — до порятунку його дочки
- Заступник секретаря ООН Крісджен Авасарала — під час кампанії на Іо
- Пастор Анна Воловодова — під час інциденту в Кільцевому просторі
- детектив Кензо Габріель — під час інциденту з Еросом
- Репортерка Моніка Стюарт — під час інциденту в Кільцевому просторі
- Керівник операцій станції «Тіхо» Карлос Де Бака — на ранній стадії конфлікту Вільного флоту.[5]

Спочатку був одним із супроводжуючих кораблів «Донаджера», коли «McCabe» і «Valenza» замінили 4 новими патрульними есмінцями класу «Morrigan» для покращення зони контролю лінкора. До того часу, коли «Донаджер» забрав уцілілих з «Кентербері», «Тачі» був єдиним ескортом, який пришвартувався в ангарній бухті лінкора.
Коли «Донаджер» підняв на борт за рятівним сценарієм, капітан Яо наказав лейтенанту Лопесу та кільком космічним піхотинцям MCR супроводжувати Голдена та інших уцілілих до «Тачі» — сподіваючись, що вони втечуть і засвідчать — марсіани не мають стосунку до руйнування «Кентербері». Космічний док, однак, кишів ворожими патрулями. Амос Бертон і Лопес були поранені, а космічні піхотинці загинули, але Алекс Камаль, який раніше був пілотом MCRN, взяв під свій контроль шаттл. «Tachi» вирвався з ангара та здійснив втечу на повному прискоренні, перш ніж «Донаджер» був ліквідований.
«Росі» та його екіпаж відправляються в колонію на Ілусі-IV, щоб вирішити суперечку між двома фракціями. Під час цих подій Конструктор Кільця змушує всі кораблі на орбіті призупинити використання своїх термоядерних реакторів, що змушує «Rocinante» використовувати рейкову гармату, аби піднятися на вищу орбіту. Під час цього судно пошкоджено уламками, і корабель потребує капітального ремонту.
Коли ті, хто вижив на «Кентербері», отримали повідомлення від прес-секретаря Альянсу зовнішніх планет Фреда Джонсона з пропозицією безпечного ремонту, яку було б важко знайти деінде — оскільки будь-хто, хто летить на вкраденому марсіанському військовому кораблі, буде дуже підозрілим. Фред також проінструктував їх, як змінити коди транспондери «Tachi», щоб уникнути виявлення на великій відстані. Алекс запропонував назвати корабель «Flamin' Alamo» або «Screamin' Firehawk», на що Голден відмовився, запропонувавши «Rocinante». Амос погодився, сказавши, що жінка на ім'я Росінант, колись була добра до нього. Пізніше виявилося, що Голден насправді думав про коня Дон Кіхота. З новою назвою «Rocinante» вирушив до станції «Тіхо».
Після прибуття виникла коротка ворожнеча, оскільки виявилося, що Джонсон планував командувати «Росінантом» для виконання місії. Він хотів мати дієздатний військовий корабель на випадок, якщо все, що трапиться зі «Скопулі», відбудеться знову. Але Голден переконав найняти їх для виконання цього завдання. Потім Джонсон замаскував корабель під газовий транспортер, щоб уникнути виявлення, і дав екіпажу «Rocinante» завдання — знайти Лайонела Поланскі, одного з оперативників Фреда зі «Скопулі».
Невдовзі після старту «Rocinante» був помічений MCRN «Yangste», який потім відправляє «Ambedkar», патрульний есмінець типу «Morrigan» для перехоплення. Незважаючи на всі зусилля Алекса, марсіани все ж спробували піднятися на борт. Це означало б серйозні наслідки, якби вони впізнали викрадений військовий корабель. Кензо Ґабріель (якого щойно спіймали під час надсилання хибного сигналу) повідомив екіпаж «Roci» — будучи марсіанським бойовим кораблем, вживатимуться секретні кодові слова для роботи в таємних операціях і їх потрібно залишити в спокої, що підтвердив Алекс. Він згадав інцидент, свідком якого він був, коли служив у марсіанському флоті, тоді був задіяний неідентифікований корабель. Зумівши вчасно знайти та передати кодові слова «Амбедкару», корабель MCRN був задоволений отриманою відповіддю і залишив «Росінант» у спокої.
Після повернення на станцію «Тіхо» «Росі» проходить капітальний ремонт, який передбачає тривале перебування в доці. Його багатофункційний корпус був сильно пошкоджений, а з'єднання рейкотрона із корпусом сильно пощкодилися. Більшість екіпажу залишили станцію в особистих справах, лише Голден залишився контролювати ремонт і переобладнання. Зовнішній корпус був знятий і замінений повністю на новий.
Коли розпочався Конфлікт вільного флоту, включно з нападом на саму станцію «Тіхо», яку лояльні сили відбили, «Росінант» був найнятий транспортувати Фреда Джонсона для зустрічі з керівництвом Організації Об'єднаних Націй і Марсіанської Конгресової Республіки на Місяці. Оскільки більша частина екіпажу була недоступна, на борт було залучено команду Альянсу зовнішніх планет під керівництвом Фреда Джонсона. Корабель успішно добирається до Місяця, рятуючи при цьому Наомі Нагату. Під час пристикування до Місяця Амос Бертон допоміг пробратися на борт Клариссі Мао, якій він допоміг втекти з в'язниці під час бомбардування Землі.
Прибувши до самотнього астероїда, «Росинант» зустрів — ніби — неактивний корабель-невидимку, який виявився «Анубісом» і прямував до Еросу з Фібі, але так і не прибув. Під час стикування Голден, Наомі, Амос, Кензо та один із безпілотників «Росі» обшукали корабель і виявили, що протомолекула діє по всьому кораблю. Виявивши, що Лайонел втік на човнику, пришвартованому в «Анубісі», Голден наказав Алексу знищити корабель. Що Алекс із задоволенням зробив, коли «Росінант» прямував до Ероса.
І прокинеться Левіафан — «Росінант» тікає від Ероса, але втрачає маскування вантажного судна, щоб відірватися від сил, які тримають його на місці. «Росі» потім приєднався до Об'єднаного флоту під час наступу на Церері. Коли було укладено угоду з фракцією Мічіо Па, «Росінант» взяв під свій контроль корабель колонії Па і доставив його на Цереру.
Коли Фред Джонсон організував зустріч OPA високого рівня на станції «Тіхо», «Roci» було найнято, щоб перевезти його туди. Однак Вільний флот очікував цього і перехопив «Rocinante» трьома кораблями класу «Corvette», включаючи флагман Маркоса Інароса «Пелла». Кораблі вели бій на великій тязі, маючи шанси проти «Росі», однак цей корабель володів важливою тактичною перевагою — його рейкотрон, встановлений на кілі. Використовуючи рейкову гармату, торпеди та інше обладнання, «Roci» вдалося знищити одного противника і пошкодити «Пеллу», змусивши відступити. Тоді як третій корабель був змушений відійти, щоб захиститися від ракет, випущених у нього з «Cere». «Roci» втік до «Тіхо», однак маневри високого прискорення, використані для прицілювання рейкотрона, спричинили у Фреда Джонсона інсульт, який він не пережив.
«Росинант» брав участь у наступі Об'єднаного флоту, де він супроводжував «Джамбатісту» в повільну зону. Корабель OPA випустив численні ракети по станції-приманці, тоді як десантна команда приземлилася на поверхню станції «Кільце», щоб захопити її рейкові гармати. Рейкотрони були виведені з ладу, і капітан Голден на борту «Росі» зміг домовитися про здачу станції.
«Зліт Персеполю». Тридцять років потому «Росинант» слугував найнятим кораблем для Транспортного союзу, його було розташовано для демонстрації сили колонії Фріхолд. По прибутті губернатор був полонений і вивезений у Повільну зону. Під час подорожі губернатор втік і спробував відкриттям кінгстонів у космічний простір вбити екіпаж, але не мав успіху. Коли Джеймс Голден та Наомі Нагата вирішили подати у відставку та продати свої частки володіння кораблем, Боббі Дрейпер купила їх і стала новим капітаном. Одразу після цього її викликали на нараду та уклали контракт на участь у обороні станцій, коли лаконійський флот мав увійти через Ворота вперше після розпаду Вільного флоту. «Росинант» мав стати опорою для крейсера «Торі Байрон», який чекав на лаконійців. Коли «Торі Байрон» раптово було знищено невідомою зброєю, капітан Дрейпер наказала операторам рейкотронів станції «Кільце» відкрити вогонь по ворожому судну. З такої ж таємничої зброї було обстріляно станцію «Кільце», знищено її рейкові гармати, у той час як «Грозовий шторм» розгорнув капсули прориву на станції «Медіна». «Росі» стояв на місці і не робив наступальних рухів проти загарбників, й по ньому не стріляли. Пізніше корабель пришвартувався на станції, де був затриманий.
Під час повстання та втечі багатьох мешканців станції Алекс Камал пілотував «Росі» з доку, але тримав його біля станції, щоб відтягнути «Бурю, що збирається», і дозволити ударній групі під керівництвом Боббі піднятися на борт. Коли повстанці втекли на борту своїх кораблів, «Росі» з Алексом Камалем, Наомі Нагатою та фріхолдським губернатором пройшли через ворота Фріхолда разом із щойно захопленим «Gathering Storm». У той час як «Gathering Storm» ховався поряд з супутником у системі, «Росі» висадився на планеті Фріхолд — за півдня шляху від поселення колонії.
«Лють Тіамат». Не маючи змоги покинути систему Фріхолда, Наомі та Алекс знайшли велику систему печер на південному континенті планети з отвором, достатньо великим, щоб у нього вмістився корабель. «Росі» помістили в тунель, запечатали та накрили матеріалом для зберігання. Корабель залишили тут, щоб сховати, доки екіпаж не повернеться знову і «Росі» зможе залишатися в такому стані століття.
Після нападу на Лаконію «Росинант» був модифікований на підземній верфі в системі Гарріс. Для зміни обрисів корабля до корпусу було приварено ряд додаткових пластин. Додаткове маскувальне покриття оснащено зарядами, щоб у разі потреби відсторонити пластини з корпусу. Наомі Нагата також налаштувала «Epstein Drive», щоб він працював достатньо брудно, аби змінити підпис двигуна. Крім того, вони встановили систему для протікання невеликої кількості рідкого водню через корпус, щоб змінити тепловий профіль корабля. Використовуючи багатошаровий камуфляж, корабель прийняв нову ідентичність як «Vincent Soo», незалежне невелике вантажне судно за контрактом із «Atmosphäre Shared Liability Corporation» поза Землею. «Вінсент Су» був кораблем із подібним приводом і силуетом до модифікованого «Росинанта», але він надалі не діяв за межами Сонячної системи.